# Leicester Square (metropolitana di Londra)
Leicester Square è una stazione della metropolitana di Londra, situata all'incrocio tra le linee Northern e Piccadilly.

## Storia
In origine la stazione era nota come Cranbourn Street, anche se immediatamente prima dell'apertura (avvenuta il 15 dicembre 1906 dalla Great Northern, Piccadilly and Brompton Railway) le venne assegnata la denominazione di Leicester Square, con cui è tuttora nota.
Così come la maggioranza delle stazioni delle linee Northern e Piccadilly, qui per accedere alle banchine era possibile fare uso solo degli ascensori. L'incremento dell'utenza negli anni venti, dovuto all'estensione della Northern sia verso nord (verso Edgware) che verso sud (in direzione Morden) indussero le autorità a ristrutturare lo scalo. Venne costruito un nuovo piano mezzanino, con annessa biglietteria: l'intervento coinvolse anche gli ascensori, che vennero rimossi per far posto alle scale mobili. Interessante notare che questi ultimi erano i più lunghi dell'intera metropolitana di Londra (54 metri), prima della ristrutturazione di Angel, che superò Leicester Square con le sue scale mobili di 60 metri. In ogni caso, la stazione venne riaperta al pubblico solo nel 1935.

## Strutture e impianti
La stazione fa parte della Travelcard Zone 1.

## Interscambi
Nelle vicinanze della stazione effettuano fermata numerose linee di autobus urbani, gestite da London Buses.
- Fermata autobus